# Скомлин (гмина)
Скомлин (пол. Skomlin) — сельская гмина (волость) в Польше, входит как административная единица в Велюньский повет, Лодзинское воеводство. Население — 3463 человека (на 2004 год).

## Сельские округа
1. Боянув
2. Бжезины
3. Клясак-Дужы
4. Маренже
5. Скомлин
6. Топлин
7. Валенчизна
8. Вихерник
9. Врублев
10. Збенк

## Прочие поселения
1. Казимеж
2. Клясак-Малы
3. Луг
4. Малинувка
5. Смуги
6. Выгода
7. Задоле
8. Злота-Гура

## Соседние гмины
1. Гмина Бяла
2. Гмина Гожув-Слёнски
3. Гмина Лубнице
4. Гмина Мокрско
5. Гмина Прашка
6. Гмина Велюнь